# Sidérolithe
Une sidérolithe (appelée aussi lithosidérite, météorite ferro-pierreuse ou météorite mixte) est une météorite composée pour moitié d'un alliage fer-nickel et pour moitié de silicates. Il s'agit en fait d'une météorite pierreuse à incrustations métalliques.
Ce sont des météorites mixtes constituant 1 % des chutes météoriques observées. Les météorites mixtes sont réparties en deux sous-classes :
- les pallasites ;
- les mésosidérites.

Ces météorites proviennent de la zone entre le noyau métallique et le manteau rocheux d’un gros astéroïde. Elles se forment par la sédimentation d’éléments minéraux denses (olivine) dans du métal en fusion. Lentement, le tout refroidit et se solidifie.